# Mordskab
Mordskab er en dansk film fra 1969 instrueret og skrevet af Bent Christensen.

## Medvirkende
- Marguerite Viby
- Buster Larsen
- Ole Monty
- Ulf Pilgaard
- Preben Neergaard
- Kirsten Walther
- Søren Elung Jensen
- Karl Stegger
- Erik Paaske